# Katsuyuki Sakai
Katsuyuki Sakai (7 de setembro de 1988) é um jogador de rugby sevens japonês.

## Carreira
Katsuyuki Sakai integrou o elenco da Seleção Japonesa de Rugbi de Sevens, na Rio 2016, que foi 4º colocada.